# Championnat de la Martinique de football 2020-2021
Navigation
Saison précédente Saison suivante
La saison 2020-2021 du Championnat de la Martinique de football de Régional 1 ou Trophée Gérard Janvion met aux prises seize clubs pour le titre de champion de la Martinique de football.
La Samaritaine de Sainte-Marie, sacrée a posteriori en avril 2020, remet ainsi son titre de champion en jeu au cours de cette nouvelle saison. Pour la seconde saison d'affilée, la compétition est fortement perturbée par la pandémie de Covid-19 qui contraint à l'annulation de la deuxième phase du championnat avant qu'un mini-tournoi regroupant les six meilleures équipes ne permette de faire triompher le Golden Lion de Saint-Joseph qui remporte le troisième titre de son histoire
.

## Contexte

### Format initial
Après la suspension puis l'arrêt définitif de l'édition 2019-2020 de la compétition au printemps 2020 en raison de la pandémie du coronavirus, le championnat de Régional 1 doit s'adapter à la situation et fait évoluer son format.
À l'issue de la saison 2019-2020, il est envisagé que le nombre de clubs en R1 passe de quatorze à seize, une seule équipe étant reléguée en Régional 2, à savoir le Réveil sportif du Gros-Morne, tandis que trois sont promus en Régional 1, l'Assaut de Saint-Pierre, le Golden Star de Fort-de-France et l'Olympique du Marin, ceci afin d'éviter de pénaliser les clubs après l'arrêt prématuré de la compétition. Le 25 avril 2020, la Ligue de football de la Martinique propose le format suivant : un championnat de Régional 1 avec seize clubs répartis en deux poules de huit équipes avec une saison en deux phases. Lors de la première, les équipes se rencontrent en matchs aller-retour dans leur poule respective, pour un total de quatorze journées. Durant la seconde phase, les trois premiers clubs de chaque groupe se retrouvent dans la poule haute pour se disputer le titre en matchs aller-retour sur dix journées. Une poule basse pour la relégation est constituée des équipes classées de la quatrième à la huitième place de leur poule dans la première phase. Il n'y a cependant que dix journées dans cette poule basse puisque les équipes la composant ne jouent que face à des équipes qui faisaient partie de la poule opposée lors de la première phase, soit cinq rencontres à domicile et cinq à l'extérieur contre ces formations. À noter cependant que les résultats obtenus face à des équipes qui étaient dans le même groupe lors de la première phase sont conservés.
Les cinq derniers clubs de la poule basse sont finalement relégués en Régional 2. Un total de onze équipes se maintiennent ainsi en R1 et seront accompagnées, pour la saison 2021-2022, de trois équipes de Régional 2 pour un retour à quatorze équipes.

### Ajustements ultérieurs
Fin mars 2021, la première phase du championnat s'achève et l'on connait alors les qualifiés pour la poule haute et la poule basse. Alors que le début de la seconde phase de la compétition est prévu pour le 10 avril, le 1er avril, le couperet tombe et toutes les compétitions sportives sont suspendues en Martinique en raison de la recrudescence de cas de Covid-19 sur le territoire,. Cette pause forcée contraint les instances de la ligue à revoir un calendrier qui doit obligatoirement s'achever au 30 juin au plus tard.
À la fin du mois de mai, une décision est finalement prise, celle d'annuler la tenue de la seconde phase pour la poule basse mais aussi d'organiser un mini-tournoi pour déterminer le champion de Martinique, édition 2020-2021. Le vainqueur est désigné champion, et représentera la Martinique lors du Caribbean Club Shield 2022 et les quatre premières équipes se qualifient pour la Coupe VYV 2022.

## Participants
Un total de seize équipes participent au championnat, treize d'entre elles étant déjà présentes la saison précédente, auxquelles s'ajoutent trois promus de Régional 2 que sont l'Assaut de Saint-Pierre, le Golden Star de Fort-de-France et l'Olympique du Marin qui remplacent le Réveil sportif du Gros-Morne relégué à l'issue de l'édition précédente.
| \| Samaritaine Essor Club franciscain Aiglon US Robert Monnérot Trénelle Club colonial Golden Lion RC Saint-Joseph Rivière-Pilote Le Lorrain Ducos Le Marin \| Localisation des équipes engagées. |
| Samaritaine Essor Club franciscain Aiglon US Robert Monnérot Trénelle Club colonial Golden Lion RC Saint-Joseph Rivière-Pilote Le Lorrain Ducos Le Marin                                          |

Légende des couleurs
- Qualifié pour le Caribbean Club Shield 2021
- Promu de Régional 2

| Club                            | Présent depuis | Classement 2019-2020       | Stade                             | Ville          |
| ------------------------------- | -------------- | -------------------------- | --------------------------------- | -------------- |
| Samaritaine de Sainte-Marie     | 2017           | 1                          | Stade Claude-Gélie                | Sainte-Marie   |
| Essor préchotin                 | 2008           | 2                          | Stade Albert-Joyau                | Le Prêcheur    |
| Club franciscain                | ?              | 3                          | Stade Pierre-de-Lucy-de-Fossarieu | Le François    |
| Aiglon du Lamentin              | 2002           | 4                          | Stade Georges-Gratiant            | Le Lamentin    |
| US Robert                       | 2018           | 5                          | Stade Georges-Spitz               | Le Robert      |
| Club Olympique de Trénelle      | 2019           | 6                          | Stade Pierre-Aliker               | Fort-de-France |
| Golden Lion de Saint-Joseph     | 2009           | 7                          | Stade Henri-Murano                | Saint-Joseph   |
| Racing Club de Rivière-Pilote   | ?              | 8                          | Stade Alfred-Marie-Jeanne         | Rivière-Pilote |
| Rapid Club du Lorrain           | 2018           | 9                          | Stade Joseph-Pernock              | Le Lorrain     |
| Union des Jeunes de Monnérot    | 2019           | 10                         | Stade Georges-Spitz               | Le Robert      |
| New Star de Ducos               | 2015           | 11                         | Stade Max-Soron                   | Ducos          |
| Club colonial de Fort-de-France | 2009           | 12                         | Stade Louis-Achille               | Fort-de-France |
| Racing Club de Saint-Joseph     | 2017           | 13                         | Stade Henri-Murano                | Saint-Joseph   |
| Assaut de Saint-Pierre          | 2020           | 1er (R2 A)                 | Stade Paul Pierre-Charles         | Saint-Pierre   |
| Golden Star de Fort-de-France   | 2020           | 1er (R2 B)                 | Stade Pierre-Aliker               | Fort-de-France |
| Olympique du Marin              | 2020           | Vainqueur de barrages (R2) | Stade Roger-Bonaro                | Le Marin       |

## Compétition

### Première phase
Le classement est établi sur le barème de points suivant (victoire à 4 points, match nul à 2, défaite à 1).
Le départage final se fait selon les critères suivants :
- Le nombre de points.
- La différence de buts générale.
- Le nombre de buts marqués.

| Rang | Équipe                          | Pts | J  | G  | N | P | Bp | Bc | Diff |
| ---- | ------------------------------- | --- | -- | -- | - | - | -- | -- | ---- |
| 1    | Golden Lion de Saint-Joseph     | 53  | 14 | 13 | 0 | 1 | 42 | 11 | +31  |
| 2    | Samaritaine de Sainte-Marie T   | 44  | 14 | 9  | 3 | 2 | 28 | 8  | +20  |
| 3    | RC Saint-Joseph                 | 35  | 14 | 5  | 6 | 3 | 19 | 18 | +1   |
| 4    | Assaut de Saint-Pierre P        | 33  | 14 | 6  | 1 | 7 | 18 | 22 | -4   |
| 5    | US Robert                       | 31  | 14 | 5  | 2 | 7 | 17 | 26 | -9   |
| 6    | CO Trénelle                     | 26  | 14 | 3  | 3 | 8 | 22 | 22 | 0    |
| 7    | UJ Monnérot                     | 25  | 14 | 2  | 5 | 7 | 18 | 39 | -21  |
| 8    | Golden Star de Fort-de-France P | 21  | 14 | 1  | 4 | 9 | 16 | 34 | -18  |

| Rang | Équipe                          | Pts | J  | G  | N | P  | Bp | Bc | Diff |
| ---- | ------------------------------- | --- | -- | -- | - | -- | -- | -- | ---- |
| 1    | Club franciscain                | 50  | 14 | 12 | 0 | 2  | 42 | 10 | +32  |
| 2    | Club colonial de Fort-de-France | 48  | 14 | 11 | 1 | 2  | 33 | 13 | +20  |
| 3    | Essor préchotin                 | 42  | 14 | 9  | 1 | 4  | 25 | 22 | +3   |
| 4    | Aiglon du Lamentin              | 40  | 14 | 8  | 2 | 4  | 26 | 12 | +14  |
| 5    | Rapid Club du Lorrain           | 26  | 14 | 3  | 3 | 8  | 16 | 28 | -12  |
| 6    | RC Rivière-Pilote               | 23  | 14 | 2  | 4 | 8  | 7  | 21 | -14  |
| 7    | New Star de Ducos               | 22  | 14 | 2  | 2 | 10 | 13 | 33 | -20  |
| 8    | Olympique du Marin P            | 20  | 14 | 1  | 3 | 10 | 7  | 30 | -23  |

- Qualification pour la poule haute
- Qualification pour la poule basse

T : Tenant du titre

P : Promu de Régional 2

### Deuxième phase
Pour cette seconde phase baptisée 6 Majò à la suite d'un vote populaire, les trois meilleures équipes de chaque groupe se retrouvent pour un mini-tournoi sur trois fins de semaine. Chaque équipe affronte une seule fois les trois équipes du groupe opposé de la première phase et aucune fois celles de son propre groupe initial.
Un système de bonus est initialement prévu. Les premières de chaque groupe démarrent le 6 Majò avec deux points, les équipes classées deuxième de leur groupe ont un bonus d'un point tandis que les troisièmes n'ont aucun point ajouté à l'aube du tournoi. Finalement ce système de bonus n'est pas accepté par les clubs participants et donc le classement est remis à zéro.
| Rang | Équipe                          | Pts | J | G | N | P | Bp | Bc | Diff |
| ---- | ------------------------------- | --- | - | - | - | - | -- | -- | ---- |
| 1    | Golden Lion de Saint-Joseph     | 12  | 3 | 3 | 0 | 0 | 9  | 1  | +8   |
| 2    | Samaritaine de Sainte-Marie T   | 10  | 3 | 2 | 1 | 0 | 8  | 5  | +3   |
| 3    | Club franciscain                | 7   | 3 | 1 | 1 | 1 | 5  | 5  | 0    |
| 4    | Club colonial de Fort-de-France | 6   | 3 | 1 | 0 | 2 | 3  | 4  | -1   |
| 5    | Essor préchotin                 | 4   | 3 | 0 | 1 | 2 | 3  | 9  | -6   |
| 6    | RC Saint-Joseph                 | 4   | 3 | 0 | 1 | 2 | 1  | 5  | -4   |

| Résultats (▼dom., ►ext.)                                   | Fra | Col | Pré | Gol | Jos | Sam |
| Club franciscain                                           |     |     |     |     | 2-0 | 3-3 |
| Club colonial                                              |     |     |     |     | 2-0 |     |
| Essor préchotin                                            |     |     |     |     | 1-1 |     |
| Golden Lion                                                | 2-0 | 2-1 | 5-0 |     |     |     |
| RC Saint-Joseph                                            |     |     |     |     |     |     |
| Samaritaine                                                |     | 2-0 | 3-2 |     |     |     |
| - Victoire à domicile - Match nul - Victoire à l'extérieur |     |     |     |     |     |     |

- Champion

T : Tenant du titre

## Bilan du tournoi
| Championnat de la Martinique de football 2019-2020 |                                        |
| Champion                                           | Golden Lion de Saint-Joseph (3e titre) |
| Dauphin                                            | Samaritaine de Sainte-Marie            |
| Qualifications continentales                       |                                        |
| Caribbean Club Shield 2022                         | Golden Lion de Saint-Joseph            |
| Promotions et relégations                          |                                        |
| Promus en Régional 1                               | US Diamantinoise                       |
| Promus en Régional 1                               | Éclair de Rivière-Salée                |
| Promus en Régional 1                               | CS Case-Pilote                         |
| Promus en Régional 1                               | US Riveraine                           |
| Relégués en Régional 2                             | Pas de relégation                      |